# Остальгой
Остальгой, тобто Східний Альгой (нім. Ostallgäu) — район в Німеччині, у складі округу Швабія федеральної землі Баварія. Адміністративний центр — місто Марктобердорф.

## Населення
Населення району становить 141 907 осіб (станом на 31 грудня 2020).

## Адміністративний поділ
Район складається з 3 міст (нім. Städte), 7 торговельних громад (нім. Märkte) та 35 громад (нім. Gemeinden):
| Міста 1. Бухлое (13406) 2. Марктобердорф (18683) 3. Фюссен (15538) Об'єднання громад 1. Біссенгофен (громади Айтранг, Бідінген, Біссенгофен та Рудератсгофен) 2. Бухлое (місто Бухле, торговельна громада Вааль,громади Єнген та Ламердінген) 3. Вестендорф (торговельна громада Кальтенталь, громади Оберостендорф, Остерцель, Штеттванг та Вестендорф) 4. Еггенталь (громади Байсвайль, Еггенталь та Фрізенрід) 5. Зег (громади Айзенберг, Гопферау, Ленгенванг, Рюкгольц, Зег та Вальд) 6. Обергюнцбург (торговельна громада Обергюнцбург, громади Гюнцах та Унтрасрід) 7. Пфорцен (торговельна громада Ірзеє, громади Пфорцен та Ріден) 8. Росгауптен (громади Ріден та Росгауптен) 9. Унтертінгау (торговельна громада Унтертінгау, громади Герісрід та Крафтісрід) 10. Штеттен-ам-Аюрберг (громади Реттенбах та Штеттен) | Торговельні громади 1. Вааль (2353) 2. Ірзеє (1547) 3. Кальтенталь (1713) 4. Нессельванг (3831) 5. Обергюнцбург (6402) 6. Ронсберг (1693) 7. Унтертінгау (2893) Громади 1. Айзенберг (1218) 2. Айтранг (2034) 3. Байсвайль (1303) 4. Бідінген (1814) 5. Біссенгофен (4169) 6. Вальд (1161) 7. Вестендорф (1846) 8. Гальблех (3515) 9. Герісрід (1335) 10. Гермарінген (3868) 11. Гопферау (1223) 12. Гюнцах (1430) 13. Еггенталь (1372) 14. Єнген (2524) 15. Зег (2955) 16. Крафтісрід (860) 17. Ламердінген (2096) 18. Ленгенванг (1512) 19. Лехбрук-ам-Зеє (2759) 20. Мауерштеттен (3153) 21. Оберостендорф (1519) 22. Остерцель (724) 23. Пфорцен (2347) 24. Пфронтен (8358) 25. Реттенбах-ам-Аюрберг (922) 26. Ріден (1331) 27. Ріден-ам-Форггензе (1331) 28. Росгауптен (2211) 29. Рудератсгофен (1755) 30. Рюкгольц (892) 31. Унтрасрід (1615) 32. Фрізенрід (1579) 33. Швангау (3316) 34. Штеттванг (1887) 35. Штеттен-ам-Аюрберг (1914) |

Дані про населення наведені станом на 31 грудня 2020.